# Rebecca Pidgeon
Rebecca Pidgeon (Cambridge, 10 de outubro de 1965) é uma atriz, cantora e compositora britânico-americana.

## Biografia
Pidgeon nasceu em Cambridge, Massachusetts, nos Estados Unidos, filha de pais ingleses; seu pai era um professor visitante no MIT. Sua família se mudou para Edimburgo, na Escócia, em 1970, e ela tem dupla cidadania britânica e americana. Crescendo em Edimburgo, tornou-se amiga durante a adolescência da cantora Shirley Manson.
Frequentou a escola de teatro e se formou na Royal Academy of Dramatic Art, em Londres; após alguns trabalhos como atriz no Reino Unido, mudou-se para os Estados Unidos.

## Discografia
- The Raven (1994)
- The New York Girl's Club (1996)
- The Four Marys (1998)
- Tough on Crime (2005)
- Behind the Velvet Curtain (2008)

## Filmografia
- The Dawning 1988
- Campaign (minissérie de TV) 1988
- She's Been Away 1989
- Uncle Vanya (feito para a TV) 1991
- Homicide 1991
- The Water Engine (feito para a TV) 1992
- The Spanish Prisoner 1997
- The Winslow Boy 1999
- Catastrophe 2000
- State and Main 2000
- Heist 2001
- Advice and Dissent 2002
- Shopgirl 2005
- Edmond 2005
- Provoked 2006
- The Unit (série de TV) 2006-2007
- Redbelt 2008
- How to Be 2008
- RED - Aposentados e perigosos 2010
- Glenn Martin DDS (série de TV) 2010
- Two Painters 2010